# Лес непересекающихся множеств
Лес непересекающихся множеств — древовидная структура данных для непересекающихся множеств. (иногда называют Системой непересекающихся множеств)

## Представление множеств
Каждое множество представляется в виде корневого дерева. В лесу непересекающихся множеств каждый узел содержит один элемент множества и указывает только на свой родительский узел. Корень каждого дерева содержит представителя и является родительским для самого себя.
Операции над лесом непересекающихся множеств выполняются следующим образом:
MAKE_SET — создает дерево с одним узлом.
FIND_SET — передвигаемся по родительским ссылкам до корня дерева.
UNION — устанавливает указатель корня одного дерева на корень другого.

## Эвристики для повышения эффективности
Объединение по рангу. Идея эвристики состоит в том, чтобы при выполнении операции UNION высота итогового дерева по возможности не увеличивалась. Для этого используется характеристика ранг  для каждого корня, которая представляет собой верхнюю границу высоты узла. Операция MAKE_SET создаёт корень с рангом 0. Операция UNION, которая в этом случае называется объединение по рангу, действует следующим образом:
- Если ранги корней различны, корень с меньшим рангом указывает на корень с большим рангом. Ранги корней не меняются.
- Если ранги корней равны, любой из корней указывает на другой. Ранг того корня, на который указывает другой корень, увеличивается на 1.

Сжатие путей. Эвристика в процессе выполнения операции FIND_SET делает каждый узел (которые встретились при передвижении до корня) указывающим непосредственно на корень. Сжатие путей не изменяет ранги узлов.

## Псевдокод
Рассмотрим пример реализации леса непересекающихся множеств. В массиве p будем хранить ссылку на родительских узел, а в массиве r ранг вершины.
```
operation
 MAKE_SET(x)
   p[x] = x
   r[x] = 0
```

```
operation
 FIND_SET(x)
   
if
 x ≠ p[x] 
then

       p[x] = FIND_SET(p[x])
   
return
 p[x]
```

```
operation
 UNION(x, y)
   
if
 r[x] > r[y] 
then

       p[y] = x
   
else

       p[x] = y
       
if
 r[x] = r[y] 
then

           r[y] = r[y] + 1
```

## Время работы
Будучи примененным раздельно, объединение по рангу и сжатие путей приводят к повышению эффективности операций над лесом непересекающихся множеств. Объединение по рангу само по себе дает время работы {\displaystyle O(m~\lg {n})}, где {\displaystyle m} — общее количество операций, а {\displaystyle n} — количество элементов в системе. Сжатие путей само по себе приводит ко времени работы в наихудшем случае {\displaystyle O(n+f~\log _{2+f/n}{n})}, где {\displaystyle f} — количество операций FIND_SET. Применение обеих эвристик дает время работы в наихудшем случае {\displaystyle O(m\ \alpha (n,m))}, где {\displaystyle \alpha (n,m)} — обратная функция Аккермана. Эта оценка является нижней границей времени работы с непересекающимися множествами, поэтому лес непересекающихся множеств является оптимальной структурой для непересекающихся множеств.